# Oleksandría
Oleksandría o Aleksandría (en ucraniano Олександрія; en ruso Александрия) es una ciudad del centro de Ucrania, en la óblast de Kirovogrado. Sirve como centro administrativo del raión de Oleksandría, aunque no forma parte del mismo. La población actual se calcula en 86.344 habitantes (2005).

## Historia
La ciudad se fundó en 1754, como el asentamiento Usivka (en ucraniano, Усівка), y ha llevado el nombre de Oleksandría desde 1784. Fue el centro de la rebelión de granjeros ucranianos en 1919, bajo el atamán Grigóriev.

## Lugares de interés
El lugar más popular para visitar en la ciudad es la plaza de Oleksandría, conocida como la plaza de Pokrova ("Покровська площа"). Hay una serie de pubs, bares, cafés y tiendas. En el medio de la plaza de la ciudad hay un antiguo cine, que actualmente no se usa.

## Gente famosa de Oleksandría
- Leonid Popov, un cosmonauta soviético de ascendencia ucraniana

## Deporte
- FC Oleksandria juega en la Liga Premier de Ucrania y la Copa de Ucrania, su estadio es el CSC Nika Stadium de Oleksandria.

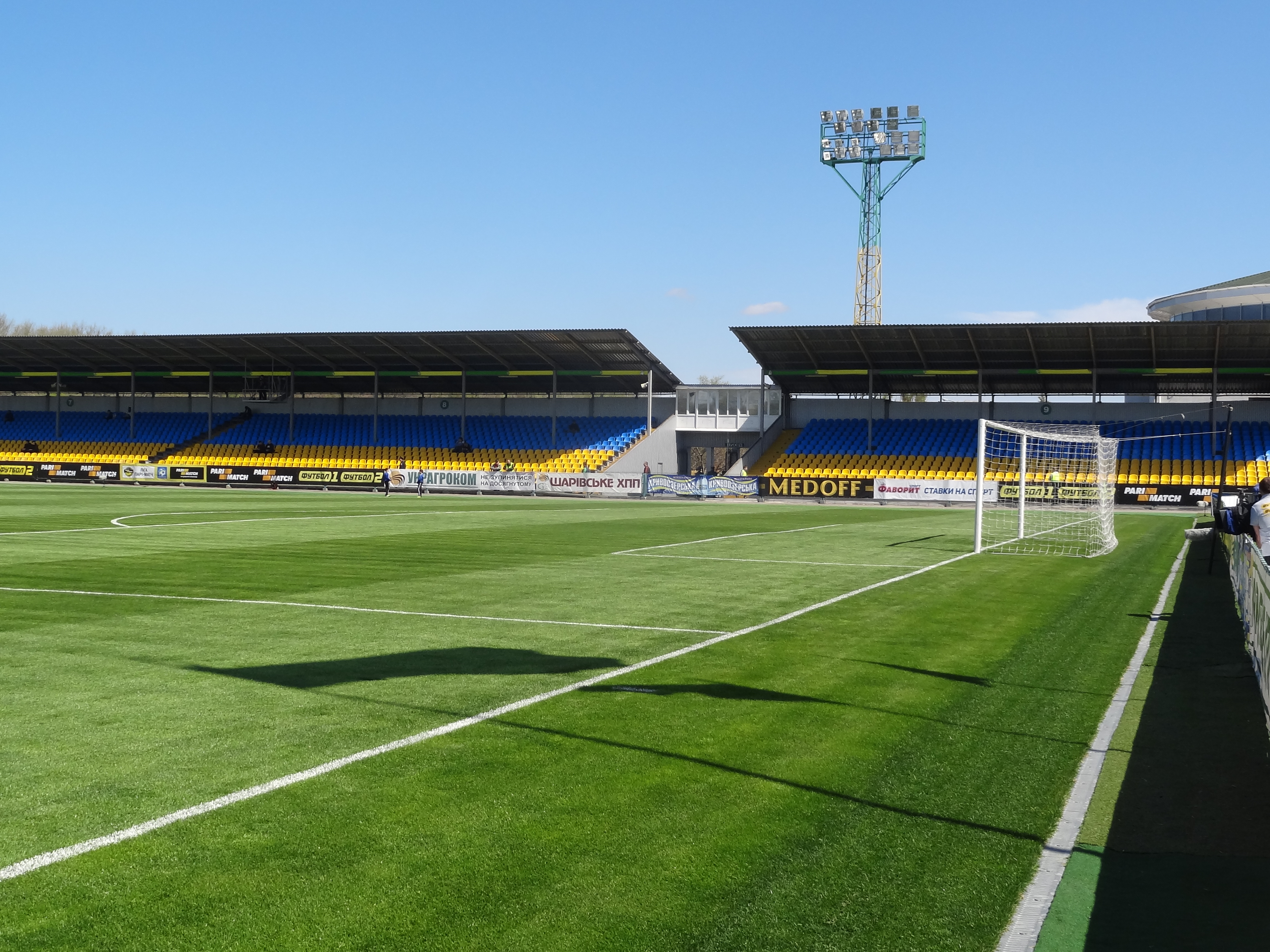